# Súng máy hạng nặng Type 97
LMG Shiki 97 (九七式車載重機関銃, Kyūnana-shiki Shasai-jūkikanjū) là một trong những loại súng máy tiêu chuẩn sử dụng trên các xe tăng hoặc xe thiết giáp của Lục quân Đế quốc Nhật Bản trong chiến tranh thế giới thứ hai và cũng được sử dụng bởi bộ binh Nhật. Nó được xem là súng máy hạng trung.

## Phát triển
Ban đầu LMG Shiki 11 được sửa đổi bởi Văn phòng công nghệ vũ khí của Lục quân Đế quốc Nhật Bản để có thể gắn trên các loại xe tăng và xe thiết giáp, kết quả của việc sửa đổi này là loại súng được biết dưới tên "Súng máy cơ giới Shiki 97". Tuy nhiên việc phát triển loại súng này dựa trên thiết kế của LMG Shiki 11 nên nó mang gần như tất cả điểm yếu của Shiki 11 kể cả việc nó sẽ kẹt đạn khi hoạt động trong môi trường nhiều bụi bặm và bùn đất, với tỷ lệ sát thương thấp và sử dụng loại đạn không có khả năng xuyên thủng cao 6.5x50mm Arisaka.
Trong giai đoạn đầu của Chiến tranh Trung-Nhật quân đội Nhật Bản đã thu giữ được một số lượng lớn những khẩu ZB vz. 26 của quân đội Trung Hoa Dân Quốc. Những khẩu ZB 26 này đã được đem đi nghiên cứu và làm nền tảng để thiết kế Shiki 96. Một số được thay đổi sửa chữa để gắn trên các xe thiết giáp cho đến năm 1940 khi quân đội Nhật chuyển sang sử dụng loại đạn không có vành 7.7 mm. Thiết kế cuối cùng đã cho loại LMG Shiki 97.

## Thiết kế
Shiki 97 về hoạt động rất giống ZB vz. 26. Nó chỉ khác ZB 26 ở phần báng súng và cò súng. Nó có một hộp đạn thẳng gắn phía trên chứa 20 viên đạn và sử dụng loại đạn 7.7 mm sử dụng ở súng trường Arisaka. Nòng của mẫu này rất dễ trở nên quá nhiệt khi bắn liên tục ở tốc độ bắn cao. Chính vì thế mà các xạ thủ phải bắn một cách cẩn thận vào các mục tiêu đã chọn nếu không nòng súng sẽ bị nổ tung hoặc bị thổi văng ra ngoài (do khi quá nóng kim loại sẽ giãn nở khiến cho nòng súng không còn vừa với viên đạn).
Khi được gắn trên xe tăng một ống ngắm 2.5x được gắn thêm vào với góc chếch khoảng 30 độ. Để ngăn việc các xạ thủ bị thương một miếng cao su dày được gắn ở phần cuối ống ngắm và có một lỗ nhỏ để các xạ thủ có thể nhìn.
Khi được sử dụng bởi bộ binh Shiki 97 có thể được gắn trên chân chống chữ V. Khi không có chân chống thì súng nặng khoảng 11,25 kg (24,8 lb).

## Hoạt động
Shiki 97 được đưa vào phục vụ năm 1937 và được sử dụng bởi tất cả cả các lực lượng xe tăng và xe thiết giáp cho đến kết thúc chiến tranh. Tuy nhiên với bộ binh Nhật thì Shiki 97 không phổ biến bằng các mẫu súng máy hạng nhẹ dành riêng cho bộ binh khác. Hải quân Đế quốc Nhật Bản cũng trang bị loại súng này trên các phương tiện cơ giới của mình như xe thiết giáp nặng Jyu-Sokosha Shiki 92.